# Витория Сетубал
Вижте пояснителната страница за други значения на Виктория.
Витория Футебол Клубе (на португалски: Vitória Futebol Clube) е португалски спортен клуб от град Сетубал. По-известен е като Витория Сетубал (Vitória de Setúbal).
Клубът е създаден на 20 ноември 1910 под името „Victoria Foot-Ball Club“ (по-късно името е променено на настоящия португалски правопис), а мотото на отбора е бил „Победата ще бъде наша“ (A Vitória será nossa).

## Успехи

### Домашни турнири
- Лига Сагреш
  -  Вицешампион (1): 1971/72
- Лига де Онра: (2 ниво)
  -  Шампион (2): 1996, 2004
- Купа на Португалия:
  -  Носител (3): 1964/65, 1966/67, 2004/05
  -  Финалист (9): 1926/27, 1942/43, 1953/54, 1961/62, 1965/66, 1967/68, 1972/73, 2005/06
- Купа на Португалската лига:
  -  Носител (1): 2007/08
  -  Финалист (2): 2004/05, 2005/06

### Европейски турнири
- Купа на УЕФА:
  - 1/4 финал (2): 1972/73, 1973/74
- Иберийска Купа:
  -  Носител (2): 1968, 1974
- Малка световна купа:
  -  Носител (1): 1970
- Трофей Тереза Ерера:
  -  Носител (1): 1968
- Иберийска суперкупа:
  -  Носител (1): 2005
- Taça do Torneio do Palo Alto:
  -  Носител (1): 1989
- Torneio Cidade de Zamora:
  -  Носител (1): 1981
- Troféu San Juan de Sabagun:
  -  Носител (1): 1974
- Torneio de Melilla:
  -  Носител (1): 1982
- Torneio Costa Verde:
  -  Носител (1): 1966
- Torneio Cidade de Pamplona:
  -  Носител (1): 1967
- Torneio Palma de Maiorca:
  -  Носител (1): 1970
- Torneio Cidade de Múrcia:
  -  Носител (1): 1971
- Torneio Primaz de Badajoz:
  -  Носител (1): 1973
- Torneio Cidade de Tarrasa:
  -  Носител (1): 1975
- Troféu Saint-Étienne:'
  -  Носител (1): 1962
- Troféu Estado de São Paulo:
  -  Носител (1): 1929
- Troféu Portuguesa de Desportos :
  -  Носител (1): 1970
- Troféu Avé Cézarte Victor Salvet :
  -  Носител (1): 1929

### Hационални
- Troféu Ribeiro dos Reis:
  -  Носител (3): 1962/63, 1968/69, 1969/70
- Taça Recompensa:
  -  Носител (1): 1953/54
- Troféu Disciplina :
  -  Носител (4): 1958/59, 1963/64, 1970/71, 1971/72

### Регионални
- Първенство на Лисабон:
  -  Шампион (2): 1923/24, 1926/27
- Първенство на Сетубал:
  -  Шампион (13): 1927/28, 1928/29, 1929/30, 1931/32, 1932/33, 1933/34, 1934/35, 1935/36, 1936/37, 1943/44, 1944/45, 1945/46, 1946/47

## Известни бивши футболисти
| - Марко Ферейра - Зе Руй - Рикардо Андре - Пауло Ферейра - Рикардо Карвальо - Диамантино Миранда | - Томислав Ивкович - Орещеш Жуниор Алвеш - Кевин Амунеке - Рашиди Йекини - Али Сисоко - Ерик Тинклер - Карлос Босио |

## Български футболисти
- Едуард Ераносян: 1989/90 - (11 мача - 0 гола)
- Стойчо Младенов: 1989/91 - (64 мача - 22 гола)